# Аксте (озеро)
А́ксте (ест. Akste järv) — природне озеро в Естонії, у волості  Вастсе-Куусте повіту Пилвамаа.

## Розташування
Аксте належить до Чудського суббасейну Східноестонського басейну.
Озеро лежить на захід від села Аксте, східний берег примикає до кордону волості Аг'я.
На водоймі і території навколо неї утворений заказник «Озеро Аксте» (Akste järve hoiuala).

## Опис
Аксте — дистрофне озеро з бурою водою (тип 4 згідно з ВРД). За лімнологічною типологією, прийнятою в Естонії, озеро ацидотрофне.
Загальна площа озера становить 5,5 га. Довжина — 550 м, ширина — 130 м. Найбільша глибина — 4,3 м. Довжина берегової лінії — 1 381 м.
Береги озера заболочені, покриті переважно торф'яним мохом. Дно вкрите товстим шаром мулу. Прозорість води — 1,2 м.